# Víctor Calatayud
Víctor Calatayud (Callao, Perú, 16 de diciembre de  1941) es un exfutbolista peruano, integrante de la Selección Peruana y figura importante de Universitario de Deportes. Sus arremetidas por las líneas y pases cruzados de gol eran una de sus cualidades.

## Biografía
Víctor Calatayud, conocido como "Puñalada", nació en 1941 en el distrito de Carmen de la Legua en el Callao pero fue criado en el distrito de Surquillo en Lima.
Casado en 2 oportunidades, tiene cuatro hijos. A fines de los años 70s emigró a USA, luego de muchos años retornó al Perú ya jubilado textil en Norteamérica. 
Actualmente radica con su familia en Paterson New Jersey en USA.

## Trayectoria
Víctor Calatayud era un delantero hábil, pícaro en la finta, aguerrido y rápido, que tenía la particularidad de jugar hasta la línea del fondo y sacaba el balón hacia el centro del área chica donde se ubicaban sus compañeros (Alejandro Guzmán, Enrique Casaretto, Percy Rojas o Ángel Uribe) esperando el pase de gol, en lo que se le denominó "la puñalada" (nombre dado por el periodista Alfonso "Pocho" Rospigliosi). Trajinaba con verdadero sentido por cada sector del terreno, sea para defender o atacar.
Destacó en los campeonatos nacionales y en la Copa Libertadores. Al club Universitario de Deportes, llegó a los 21 años y participó --dirigido por Marcos Calderón, Segundo Castillo, Coutinho y Roberto Scarone-- de aquella Copa Libertadores en la que los cremas vencieron a River y Racing en Buenos Aires, convirtiéndose en referente crema en los años sesenta, jugando al lado de Ángel Uribe, el ronco Enrique Rodríguez, Héctor Chumpitaz, Roberto Challe, Luis Cruzado y otros importantes piezas del equipo merengue. 
Jugó también por el Mariscal Sucre FBC, Porvenir Miraflores, Walter Ormeño y Juan Aurich.
Participó en la Selección Peruana para las eliminatorias de la Copa Mundial de Fútbol de 1966.

## Clubes
| Club                      | País | Año         |
| ------------------------- | ---- | ----------- |
| Porvenir Miraflores       | Perú | 1962        |
| Mariscal Sucre            | Perú | 1963        |
| Universitario de Deportes | Perú | 1964 - 1973 |
| Walter Ormeño             | Perú | 1974        |
| Juan Aurich               | Perú | 1975 - 1977 |

## Palmarés

### Campeonatos nacionales
| Título                    | Club                      | País | Año  |
| ------------------------- | ------------------------- | ---- | ---- |
| Primera División del Perú | Universitario de Deportes | Perú | 1964 |
| Primera División del Perú | Universitario de Deportes | Perú | 1966 |
| Primera División del Perú | Universitario de Deportes | Perú | 1967 |
| Primera División del Perú | Universitario de Deportes | Perú | 1969 |
| Primera División del Perú | Universitario de Deportes | Perú | 1971 |